# Melipotes
Genre
Melipotes est un genre de passereaux de la famille des Meliphagidae.

## Distribution
Les espèces de ce genre sont endémiques de Nouvelle-Guinée.

## Liste des espèces
Selon la classification de référence du Congrès ornithologique international (version 2.4, 2010) :
- Melipotes gymnops Sclater, 1874 Méliphage à ventre tacheté
- Melipotes fumigatus Meyer, 1886 Méliphage enfumé
- Melipotes carolae Beehler, Prawiradilaga, de Fretes & Kemp, 2007 Méliphage de Carol
- Melipotes ater Rothschild & Hartert, 1911 Méliphage pailleté